# Бухталка
Бухталка — река в России, протекает по Нижнетавдинскому району Тюменской области. Устье реки находится в 13 км по левому берегу реки Ахманка. Длина реки составляет 19 км.
Система водного объекта: Ахманка → Тура → Тобол → Иртыш → Обь → Карское море.

## Данные водного реестра
По данным государственного водного реестра России относится к Иртышскому бассейновому округу, водохозяйственный участок реки — Тура от впадения реки Тагил и до устья, без рек Тагил, Ница и Пышма, речной подбассейн реки — Тобол. Речной бассейн реки — Иртыш.
Код объекта в государственном водном реестре — 14010502312111200007555.